# Малый Ирыч
Малый Ирыч — река в России, протекает в Коми. Устье реки находится в 603 км по правому берегу реки Мезени. Длина реки составляет 31 км.
Приток — Большой Комысь.

## Данные водного реестра
По данным государственного водного реестра России относится к Двинско-Печорскому бассейновому округу, водохозяйственный участок реки — Мезень от истока до водомерного поста у деревни Малонисогорская. Речной бассейн реки — Мезень.
Код объекта в государственном водном реестре — 03030000112103000044053.